# Culaea inconstans
Culaea inconstans – gatunek ryby z rodziny ciernikowatych (Gasterosteidae), jedyny przedstawiciel rodzaju Culaea.